# Joseph Jarman
Joseph Jarman (14. september 1937 i Arkansas - 9. januar 2019) var en amerikansk saxofonist, klarinetist og percussionist. 
Jarman var nok mest kendt fra Art Ensemble og Chicago. Han spillede ligeledes med Lester Bowie, Anthony Braxton og lavede duo og trio plader med Famoudou Don Moye, f.eks. Egwu-Anwo og The Magic Triangle, sidstnævnte hvor Don Pullen medvirkede. 
Jarman var en ekspressiv saxofonist som spillede i avantgardestil, han indspillede et væld af plader med Art Ensemble of Chicago, og i eget navn, hvor han også spillede percussioninstrumenter.